# Pipo Lernoud

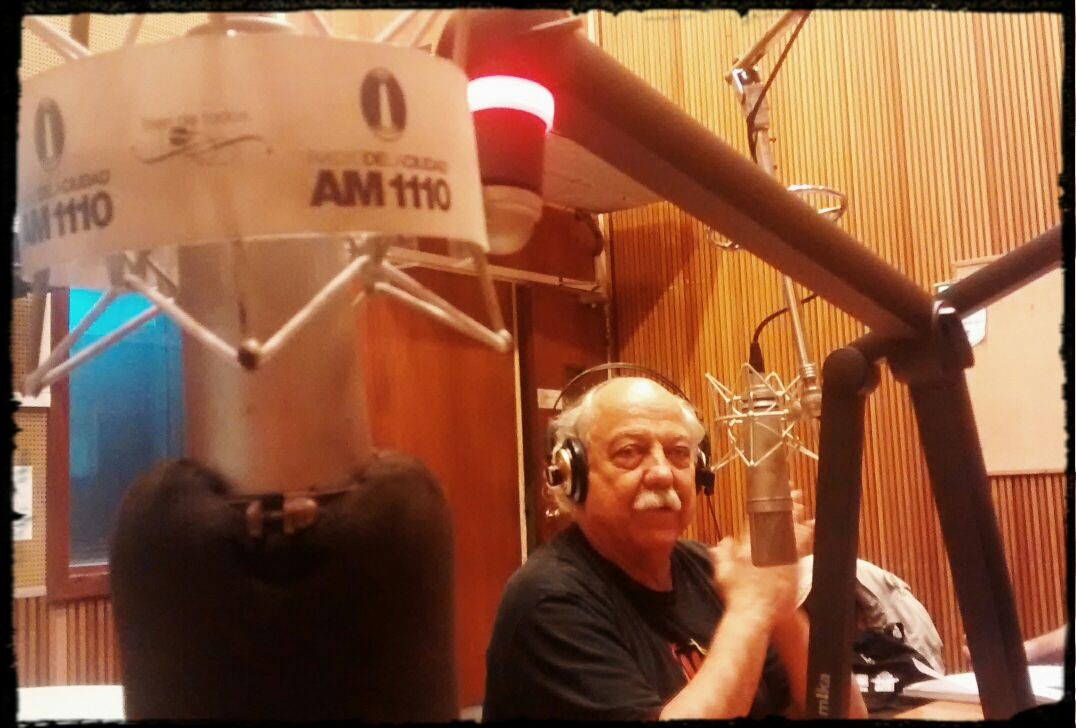
Pipo Lernoud

Pipo Lernoud, artiestennaam van Alberto Raúl Lernoud (Buenos Aires, 5 november 1946), is een Argentijns dichter, componist, tekstschrijver, journalist. Hij wordt beschouwd als een van de grondleggers van de Argentijnse nationale rock en is de auteur van bekende nummers als Ayer nomás (met Moris) en La princesa dorada. Hij was de oprichter en directeur van rocktijdschriften, onder andere van El Expreso Imaginario en Canta Rock. Hij was tevens een van de eersten in Argentinië die pleitte voor biologische landbouw.

## Biografie
Lernoud was een van een handvol rockers die elkaar in Buenos Aires ontmoetten en de geboorte gaven aan de Argentijnse nationale rock. Deze groep had zijn epicentrum in de driehoek gevormd door een precaire nachtclub genaamd La Cueva, het Instituto Di Tella (Florida 900) en Plaza Francia. Tot deze groepen en muzikanten behoorden Los Gatos Salvajes (Litto Nebbia), The Seasons (Carlos Mellino, Alejandro Medina), Los Beatniks (Javier Martínez, Ciro Fogliatta, Mauricio Birabent), Los In (Francis Smith), Miguel Abuelo, Tanguito, Daniel Irigoyen, Pappo, Oscar Moro, Pajarito Zaguri, en de grondleggers van de rock, Lernoud zelf en Miguel Grinberg.
Op 21 september 1967 was hij, samen met Colorado Mario Rabey en Hernán Pujó, de initiatiefnemer van de eerste hippie-bijeenkomst in Argentinië, die werd gehouden op het Plaza General San Martín in Buenos Aires. Op deze dag, in Argentinië, is het traditie om je te verkleden.
In 1967 vestigde hij zich met Tanguito en Miguel Abuelo in Capilla del Monte om te ervaren hoe het is om van het land te leven, geïnspireerd door zijn eigen jeugdliefde voor het platteland en de hippiebeweging die dat jaar in opmars was. Hoewel zijn metgezellen spoedig daarna vertrokken, bleef hij een jaar.
In 1976 richtte hij samen met Jorge Pistocchi en de zakenman Alberto Ohanian het tijdschrift Expreso Imaginario op, het eerste tijdschrift dat de rockcultuur in Argentinië serieus analyseerde. Later leidde hij het tijdschrift Canta Rock, dat een belangrijke rol speelde bij de popularisering van rockmuziek na de Falklandoorlog (1982). Tegelijkertijd wijdde hij zich aan de bevordering van de biologische landbouw, waardoor hij een van de eerste in Latijns-Amerika was die hiervoor pleitte. Hij heeft ook een biologisch restaurant in Palermo.
In de jaren negentig schreef hij het boek Tanguito y La Cueva. In 1995 organiseerde hij een onderzoeksteam met musici als Rodolfo García en journalisten als Alfredo Rosso en Claudio Kleiman om een encyclopedie van de Argentijnse rock te maken, die zij het jaar daarop publiceerden. In 1996 organiseerde hij een tentoonstelling over 30 jaar rock, Rock Nacional 30 años, geproduceerd door Alberto Ohanian.
Hoewel hij al sinds de jaren zestig als dichter wordt voorgesteld, publiceerde Lernoud zijn eerste dichtbundel in 2006. De thema's die ten grondslag liggen aan Lernouds gedichten en milieu-acties zijn verwant aan Oosterse filosofie, meditatie, psychedelische ervaringen en yoga. In 2016 publiceerde hij een verzameling van verschillende teksten.
Lernoud is de auteur van de tekst van een van de klassieke nummers van de Argentijnse nationale rock, Ayer nomás. De muziek is van Moris. Het liedje heeft eigenlijk twee teksten, want Litto Nebbia heeft het, met toestemming van Lernoud, bewerkt om de oorspronkelijke sociale inhoud te verwijderen ("ayer nomás, en el colegio me enseñaron, que este país es grande y tiene libertad") en het om te vormen tot een liefdesliedje ("ayer nomás, pensaba yo si algún día, podría encontrar alguien que me podía amar").
- MusicBrainz: 3bd529db-f6d1-452e-bf6b-8bd527bf12b5